# Оттобрунн
Оттобрунн (нім. Ottobrunn) — громада в Німеччині, розташована в землі Баварія. Підпорядковується адміністративному округу Верхня Баварія. Входить до складу району Мюнхен.
Площа — 5,23 км2. Населення становить 21 881 ос. (станом на 31 грудня 2020).